# Dolac (kanton zenicko-dobojski)
Dolac – wieś w Bośni i Hercegowinie, w Federacji Bośni i Hercegowiny, w kantonie zenicko-dobojskim, w gminie Zavidovići. W 2013 roku liczyła 160 mieszkańców, z czego większość stanowili Serbowie.